# Euparatettix mimus
Euparatettix mimus är en insektsart som först beskrevs av Bolívar, I. 1887.  Euparatettix mimus ingår i släktet Euparatettix och familjen torngräshoppor. Inga underarter finns listade i Catalogue of Life.